# 三色坊
三色坊是台湾的一个成人漫畫同人創作社团，成員有負責編輯的HAKU和繪畫的黑青郎君，2008年8月30日创社，社團名字緣由為「於三分顏色開染坊，是一群手中明明只有三種顏色，卻妄想染出自己一片天的傻子。」擅长关于中国的历史和古文学的创作，早期創作均為同人創作形式之作品，以真·三國無雙Online、聊齋志異、吊帶襪天使……等作品加以進行二次創作，而自《撫鏡軼聞》開始創作「軼聞系列」原創類型之作品。
擅长关于中国的历史和古代文学的创作。2013年和未来数位合作出版成人漫画《聊齋夜畫～狐魅～》，是未来数位出版的第一个成人漫画。其中Haku曾与漫畫家爻乂合作反服貿協議漫畫，曾參與串聯反諷抵制人2抄袭盗哏的活動。

## 作品
黑青郎君
聊齋夜畫
狐媚

### 真‧三國無賴系列
- 《真‧三國無賴-五原殘軍傳》
- 《真‧三國無賴-傲嬌鬥呂布》
- 《真‧三國無賴-白門樓有鬼》

### 聊齋夜畫系列
- 《聊齋夜畫-王二喜》
- 《聊齋夜畫-梅女》上冊、下冊
- 《聊齋夜畫-狐魅》

### 軼聞系列
- 《撫鏡軼聞》上冊、下冊
- 《撫鏡軼聞 後日譚》
- 《寄血軼聞》上冊、下冊
- 《書名怎樣都好啦~總之幹爆這隻豬!的軼聞》
- 《附骨軼聞》上冊、下冊

### 永世系列
- 《永世之香》
- 《绝世之舞》
- 《永世之鸠》
- 《永世之业·前/后篇》
- 《永世之源 ·前/后篇》
- 《永世之鉴·前/中/后篇》
- 《永世之罪》

### 其他
- 《黑青郎君全彩畫冊-醉花宴》
- 《鐵扇公主的愛愛日記》上冊、下冊
- 《作畫崩壞》
- 《作畫崩壞Demon》
- 《公開處刑》
- 《涿鹿》
- 《荼蘼花事》上冊、下冊
- 《射日》
- 《山鬼》
- 《鹿耳門征伐》與台灣桌遊團隊黑水銀合作的桌上遊戲
- 《鬼妹の妊》

## 特殊事蹟

### 首本商業誌出版
2013年2月16日，三色坊於台北國際動漫節發行由未來數位出版之首本商業誌《聊齋夜畫～狐魅～》。

### 創立創漫工作室
2016年11月23日，三色坊與哈亞西、韋宗成、紅豆子等人共組創漫工作室 。

## 外部連結
- 三色坊 - 網誌（页面存档备份，存于）
- 三色坊 - Facebook（页面存档备份，存于）
- 三色坊 - Plurk(Haku)（页面存档备份，存于）
- 三色坊 - Pixiv（页面存档备份，存于）
- 三色坊_Haku的微博_微博（页面存档备份，存于）